# Frammenti dal passato - Reminiscence
Frammenti dal passato - Reminiscence (Reminiscence) è un film del 2021 scritto e diretto da Lisa Joy, al debutto come regista in un lungometraggio.
Si tratta di un film thriller fantascientifico post apocalittico ambientato in un vicino futuro con nello sfondo una storia sentimentale.

## Trama
Anni 2030. A causa del riscaldamento globale, Miami è in gran parte sommersa e la vita si svolge di notte per sfuggire al caldo estremo. Nick Bannister, ex veterano, lavora con l'amica Watts in un centro che permette ai clienti di rivivere i propri ricordi grazie a una tecnologia detta reminiscenza. Un giorno si presenta Mae, una donna misteriosa che cerca delle chiavi smarrite. Nick resta affascinato da lei e tra i due nasce una relazione intensa, interrotta bruscamente dalla sparizione di Mae.
Nick, ossessionato da lei, utilizza la reminiscenza per rivivere i momenti passati, rischiando di “bruciarsi”. Quando la procuratrice Avery chiede aiuto per indagare nella memoria di un criminale legato a Saint Joe, Nick scopre che Mae aveva avuto una relazione con quest'ultimo ed era caduta vittima di una potente droga. Scioccato, apprende anche che Watts conosceva la verità sulla dipendenza di Mae. Si reca a New Orleans per rintracciare Joe, ma viene aggredito e salvato all'ultimo da Watts, che uccide il criminale.
Tornato a Miami, Nick usa la reminiscenza su Watts e scopre che Mae, poco prima della scomparsa, si era introdotta nel caveau dove lui conserva i ricordi dei clienti, usando una melodia per accedere. Nick comprende che Mae voleva sottrarre qualcosa, e scopre che manca solo il ricordo di Elsa Carine, una cliente abituale che riviveva un momento d'amore. Elsa è stata assassinata e suo figlio Freddy è sparito. Nick viene poi aggredito da un uomo che lo avverte di stare lontano da Mae.
Watts scopre che l'aggressore è Cyrus Boothe, un ex poliziotto corrotto sfigurato dagli uomini di Saint Joe, tornato a Miami e coinvolto in un piano misterioso con Mae. In coincidenza con la morte del potente Walter Sylvan, Nick visita la moglie Teresa, diventata una “bruciata”, e scopre che Walter aveva avuto un figlio illegittimo con Elsa, ovvero Freddy. Boothe era stato incaricato di uccidere madre e figlio per lasciare tutta l'eredità al figlio legittimo Sebastian.
Nick insegue e cattura Boothe, usando la reminiscenza per esplorarne i ricordi. Scopre che Mae era stata costretta da Boothe a sedurlo per ottenere i ricordi di Elsa, ma aveva finito col innamorarsi realmente di lui. Dopo aver salvato Freddy, Mae torna a Miami per avvisare Nick, ma viene rapita da Boothe. Lancia un ultimo messaggio d'amore durante una sessione forzata di reminiscenza, rivelando dove si trova il bambino, e si suicida gettandosi in acqua sotto l'effetto della droga.
Nick, distrutto, decide di non uccidere Boothe ma di “bruciarlo”, condannandolo a rivivere in eterno il ricordo della propria deturpazione. Confronta poi Sebastian, rivelandogli che il suo piano è fallito e Freddy è stato salvato. Impossibilitato a suicidarsi senza confessare i suoi crimini, Sebastian è rovinato.
Nick si congeda da Watts e accetta una pena alternativa: vivere per sempre immerso nei suoi ricordi con Mae in una sessione eterna guidata dalla sua voce. Anni dopo, Watts – ormai anziana – lo visita con la nipote, trovandolo ancora immerso in un ricordo in cui Mae gli chiede di raccontare una storia felice. Nick cita il mito di Orfeo, che discese negli inferi per salvare Euridice da Ade, senza mai voltarsi. Il loro amore resta dunque sospeso in una memoria eterna, incompiuta, ma felice.

## Produzione
Il progetto è stato annunciato nel gennaio 2019.

### Sceneggiatura
La sceneggiatura, inserita anni prima nella black list delle migliori non ancora realizzate, ha richiesto oltre cinque anni di lavoro alla regista Lisa Joy. La Joy ha preso spunto da molti aspetti della sua vita, soprattutto sul "desiderio di poter tornare a vivere o sentire emozioni passate, sognando di poterle imbottigliare ed averle con sé per sempre"; per la storia d'amore tra i protagonisti, invece, si è ispirata in parte al mito di Orfeo e Euridice.

### Cast
Lisa Joy ha dichiarato di aver sempre pensato a Hugh Jackman nel ruolo del protagonista.

### Riprese
Le riprese del film sono iniziate il 21 ottobre 2019 e si sono svolte tra Miami e New Orleans.
Il budget del film è stato di 68 milioni di dollari.

## Promozione
Il primo teaser trailer del film è stato diffuso dall'attore Hugh Jackman sul suo profilo facebook il 19 febbraio 2021.

## Distribuzione
La pellicola, inizialmente prevista per l'aprile 2021, poi per il 3 settembre 2021, è stata distribuita nelle sale cinematografiche statunitensi, ed in contemporanea streaming su HBO Max, a partire dal 20 agosto 2021, mentre nel resto del mondo a partire dal 25 agosto dello stesso anno ed in Italia dal 26 agosto 2021.